# Evangelisches Dekanat Vorderer Odenwald
Das Evangelische Dekanat Vorderer Odenwald ist eine kirchliche Verwaltungseinheit der Propstei Starkenburg der Evangelischen Kirche in Hessen und Nassau (EKHN), die seit dem 1. Januar 2010 besteht. Es entstand aus der Fusion der früheren Dekanate Groß-Umstadt und Reinheim. Geographisch umfasst das Dekanat den ehemaligen Landkreis Dieburg sowie die im Gersprenztal liegenden Regionen des Odenwaldkreises. Den 40 Gemeinden im Dekanat gehören insgesamt 56.000 Mitglieder an. Der aktuelle Dekan ist Joachim Meyer.

## Struktur und Umfang
Das Dekanat umfasst insgesamt 40 Kirchengemeinden mit rund 56.000 Mitgliedern. Die Gemeinden verteilen sich auf eine ländlich geprägte Region sowie einige Kleinstädte. Viele der Bewohner pendeln zur Arbeit in nahegelegene Ballungszentren wie Darmstadt und das Rhein-Main-Gebiet.
In Groß-Umstadt, der geografischen Mitte des Dekanats, in einem Gebäudeteil des Darmstädter Schlosses befindet sich das Dekanatszentrum. Von hier aus unterstützt das Dekanat die Kirchengemeinden und koordiniert verschiedene Aufgaben und Projekte in der Region. Zur gezielten Förderung der Zusammenarbeit und zur Vernetzung haben die Gemeinden Nachbarschaftsregionen gebildet, in denen Vertretungsdienste organisiert und gemeinsame Projekte durchgeführt werden. Aktuell sind in diesen Regionen auch mehrere Gemeindepädagogenstellen angesiedelt.
Die 40 Gemeinden des Dekanats Vorderer Odenwald sind: 
- Altheim
- Babenhausen
- Beerfurth
- Brensbach
- Dieburg
- Eppertshausen
- Fränkisch-Crumbach
- Georgenhausen-Zeilhard
- Groß-Bieberau
- Groß-Umstadt
- Groß-Zimmern
- Habitzheim
- Harpertshausen
- Harreshausen
- Hergershausen
- Hering-Hassenroth
- Heubach
- Kleestadt
- Klein-Umstadt
- Langstadt
- Lengfeld
- Messel
- Münster
- Neunkirchen
- Nieder-Klingen
- Niedernhausen
- Ober-Klingen
- Raibach
- Reichelsheim
- Reinheim
- Richen
- Schaafheim
- Schlierbach
- Semd
- Sickenhofen
- Spachbrücken
- Ueberau
- Wersau
- Wiebelsbach
- Winterkasten

## Kirchengebäude
Siehe: Kategorie:Kirchengebäude des Dekanats Vorderer Odenwald.

## Kirchliche Arbeit und Aufgabenbereiche
Das Evangelische Dekanat Vorderer Odenwald bietet eine Vielzahl von sozialen und diakonischen Angeboten. Diese umfassen Beratungsdienste, pflegerische Unterstützung und andere diakonische Dienstleistungen. Bürger im Landkreis Darmstadt-Dieburg sowie im Odenwaldkreis finden über das Dekanat Zugang zu Beratungsstellen und weiteren Hilfsangeboten, die in Kooperation mit anderen kirchlichen und kommunalen Einrichtungen durchgeführt werden.